# Etta James
Etta James (eredeti neve Jamesetta Hawkins) (Los Angeles, Kalifornia, 1938. január 25. – Riverside, 2012. január 20.) hatszoros Grammy-díjas amerikai blues-, soul- és R&B-énekesnő, zeneszerző. 1961-ben megjelent At Last című felvételét „örök klasszikusnak” (timeless classic) tartják, számos film és hirdetés zenei anyagaként felhasználták. 2012. január 20-án, röviddel a 74. születésnapja előtt, leukémiában hunyt el.
Hatszoros Grammy-díjas.

## Pályafutása
1989-ben Etta James leszerződött az Island Records-hoz, és kiadta a Seven Year Itch című albumot, melynek producere Barry Beckett volt. 1989-ben kiadott egy második albumot is Barry Beckettel, Stickin' to My Guns címmel. Mindkettőt a Fame Studios rögzítette. 1993-ban kiadót váltott (Private Music Records), és felvett egy tribute albumot Billie Holiday tiszteletére „Mystery Lady: Songs of Billie Holiday” címmel.
A Rolling Stone magazin előkelő helyre sorolta őt minden idők 100 legnagyobb művésze listáján.

## Díjai, elismerései
- Hatszoros Grammy-díjas
- Tizenhétszer: Blues Zenei Díj
- Rock and Roll Hall of Fame

## Diszkográfia

### Kislemezek
| Év   | Cím                                               | U.S. R&B | U.S. | Album                                    |
| 1955 | The Wallflower (Dance with Me, Henry)             | #1       | –    | Good Rockin' Mama                        |
| 1955 | Good Rockin' Daddy                                | #6       | –    | Good Rockin' Mama                        |
| 1960 | All I Could Do Was Cry                            | #2       | #33  | At Last!                                 |
| 1960 | If I Can't Have You (with Harvey Fuqua)           | #6       | #52  | At Last!                                 |
| 1960 | My Dearest Darling                                | #5       | #34  | At Last!                                 |
| 1960 | Spoonful (with Harvey Fuqua)                      | #12      | #78  | At Last!                                 |
| 1961 | At Last                                           | #2       | #47  | At Last!                                 |
| 1961 | Trust In Me                                       | #4       | #30  | At Last!                                 |
| 1961 | Fool That I Am                                    | #14      | #50  | The Second Time Around                   |
| 1961 | Don't Cry Baby                                    | #6       | #39  | The Second Time Around                   |
| 1961 | Dream                                             | –        | #55  | The Second Time Around                   |
| 1961 | Too Soon to Know                                  | –        | #54  | The Second Time Around                   |
| 1962 | Something's Got a Hold on Me                      | #4       | #37  | Etta James Rocks the House               |
| 1962 | Stop the Wedding                                  | #6       | #34  | Her Greatest Sides                       |
| 1962 | Next Door to the Blues                            | #13      | #71  | The Essential Etta James                 |
| 1963 | Payback                                           | –        | #78  | The Chess Box                            |
| 1963 | Pushover                                          | #7       | #25  | Her Greatest Sides                       |
| 1963 | Two Sides (To Every Story)                        | n/a      | #63  | The Chess Box                            |
| 1964 | Baby What You Want Me to Do                       | n/a      | #82  | Etta James Rocks the House               |
| 1964 | Loving You More Every Day                         | n/a      | #65  | The Essential Etta James                 |
| 1966 | In The Basement – Part 1 (with Sugar Pie DeSanto) | #97      | –    | The Essential Etta James                 |
| 1967 | I Prefer You                                      | #42      | –    | The Essential Etta James                 |
| 1967 | Tell Mama                                         | #10      | #23  | Tell Mama                                |
| 1968 | Security                                          | #11      | #35  | Tell Mama                                |
| 1968 | I Got You Babe                                    | #32      | #69  | Tell Mama: The Complete Musical Sessions |
| 1969 | Almost Persuaded                                  | #32      | #79  | The Essential Etta James                 |
| 1970 | Losers Weepers – Part 1                           | #26      | #94  | The Essential Etta James                 |
| 1972 | I Found A Love                                    | #31      | –    | The Chess Box                            |
| 1973 | All the Way Down                                  | #29      | –    | The Essential Etta James                 |
| 1974 | Leave Your Hat On                                 | #76      | –    | Etta Is Betta Than Evah                  |
| 1974 | Out on the Street, Again                          | #84      | –    | Come a Little Closer                     |
| 1976 | Jump Into Love                                    | #92      | –    | Etta is Betta Than Evah                  |
| 1978 | Piece of My Heart                                 | #93      | –    | Deep In the Night                        |

### Válogatott albumai
| Év   | Album                                        | US R&B Albums | US Pop Albums | Top Blues Albums |
| 1961 | At Last!                                     | –             | #68           | -                |
| 1961 | The Second Time Around                       | –             | –             | -                |
| 1963 | Etta James Top Ten                           | –             | #117          | -                |
| 1964 | Etta James Rocks the House                   | –             | #96           | -                |
| 1968 | Tell Mama                                    | #21           | #82           | -                |
| 1973 | Etta James                                   | #41           | #154          | -                |
| 1974 | Come a Little Closer                         | #47           | –             | -                |
| 1994 | Mystery Lady: Songs of Billie Holiday        | –             | –             | – 1              |
| 1995 | Time After Time                              | –             | –             | – ²              |
| 1997 | Her Best                                     | –             | –             | #13              |
| 1997 | Love's Been Rough on Me                      | –             | –             | #6               |
| 1998 | 12 Songs of Christmas                        | –             | –             | #5               |
| 1998 | Life, Love and the Blues                     | –             | –             | #3               |
| 1999 | The Best of Etta James: 20th Century Masters | –             | –             | #3               |
| 1999 | The Heart of a Woman                         | –             | –             | #4               |
| 2000 | Matriarch of the Blues                       | –             | –             | #2               |
| 2001 | Blue Gardenia                                | –             | –             | – ³              |
| 2001 | Love Songs                                   | –             | –             | #2               |
| 2002 | Burnin' Down the House                       | –             | –             | #1               |
| 2003 | Let's Roll                                   | –             | #195          | #1               |
| 2004 | Blues to the Bone                            | –             | –             | #4               |
| 2006 | The Definitive Collection                    | –             | –             | #1               |
| 2006 | All the Way                                  | –             | –             | -                |